# Castillo de Castilnovo
El Castillo de Castilnovo es un castillo de origen musulmán situado en el Condado de Castilnovo, provincia de Segovia (España), conocido por haber pertenecido y haber sido habitado por el condestable Álvaro de Luna, por Juan Pacheco, marqués de Villena, por los Reyes Católicos, por los Velasco (condes de Castilnovo), entre otros.
Es de estilo mudéjar toledano, obra de alarifes musulmanes.[cita requerida]

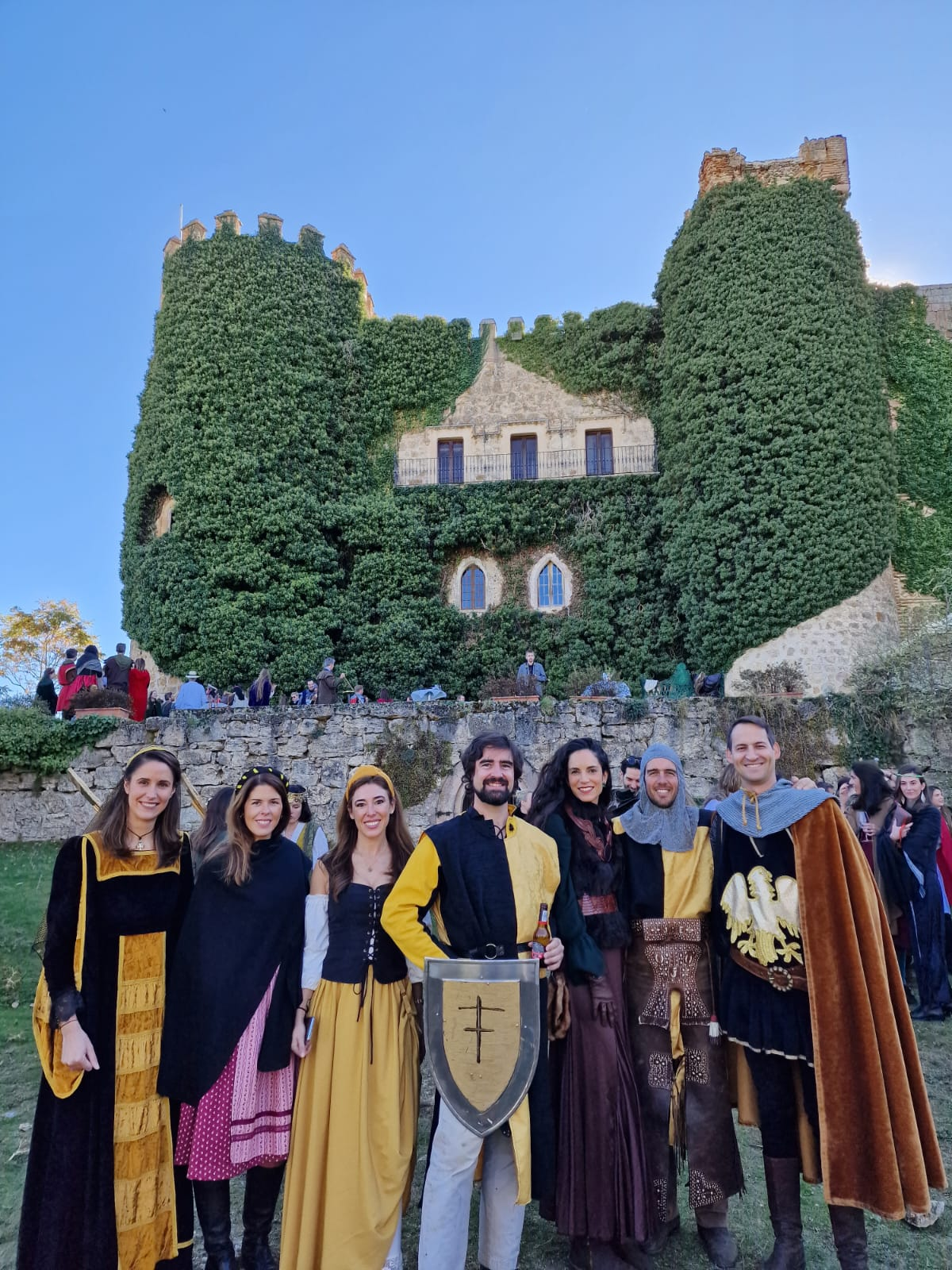
Castillo de Castilnovo

## Situación
Se encuentra en la depresión del valle del río San Juan (que sale del Duratón) entre Villafranca del Condado y Valdesaz.

## Descripción
Su estado actual poco recuerda a la época califal, debido a las múltiples modificaciones a lo largo de la historia, responsables de la amalgama de estilos arquitectónicos que sobre la fortificación se superponen. Es una mezcla entre fortaleza y palacio, de planta cuadrada, en la cual destacan sus imponentes torres, tres prismáticas y otras tres cilíndricas, que pierden reciedumbre al estar adornadas de numerosos balcones y ventanales, algunos encuadrados con alfiz, ajimezados, con arcos de herradura, conopiales y apuntados. En él se puede ver una bella mistura de piedra de sillería, con ladrillos mudéjares y calicanto, todo ello rodeado de una densa vegetación que cubre una buena parte del edificio. Dentro del castillo existe un patio de armas y varias salas museo, así como una biblioteca.

## Historia
El origen del castillo está todavía en la penumbra. Algunos investigadores lo atribuyen a Abderramán I, quien lo fundaría en el siglo VIII. Otros investigadores se inclinan por atribuírselo a Almanzor en el siglo X. Hasta la fecha, no se han identificado restos arqueológicos de esa época, sino simples referencias literarias a una fortificación (posiblemente una torre de vigilancia) en torno al año 740 d. C.. que se presume podría ser el origen del castillo actual.
En los siglos XII y XIII datamos los arcos apuntados del lado oeste del Patio de Armas. Posteriormente, se fueron adosando las seis torres: Solana, Puerta y Vieja, y más tarde las del Moro, Caracol y Álvaro de Luna.
Alojó al rey Fernando I de Aragón y su mujer la reina Leonor de Albuquerque. Posteriormente el rey Juan II de Castilla hizo entrega del mismo a su valido, el condestable Álvaro de Luna. A la muerte de este, el rey Enrique IV de Castilla entregó Castilnovo a Juan Pacheco, marqués de Villena.
Posteriormente, es adquirido, junto con una gran extensión de tierras circundantes, por el rey Fernando el Católico, creando así el señorío de Castilnovo, el cual cede a su hija natural Juana de Aragón en dote para su matrimonio con Bernardino Fernández de Velasco, I duque de Frías. A la muerte de Felipe el Hermoso en 1506, la reina Juana "la Loca" se hospedó en el castillo de Castilnovo para estar en compañía de su media hermana.
Juana de Aragón muere en 1510, dejando Castilnovo a su marido, el duque de Frías, que tras su muerte en 1512, lo deja en herencia a su hija Juliana Ángela de Velasco y Aragón, quien casa con su primo hermano, Pedro Fernández de Velasco, quien más tarde sucedería como III duque de Frías.
En 1526, el emperador Carlos V encargó a al condestable Íñigo (II duque de Frías) que custodiara al Delfín de Francia y al Duque de Orleans (futuro Enrique II) hijos del rey Francisco I de Francia, como rehenes tras el Tratado de Madrid. El condestable custodió a los príncipes en sus fortalezas de Villaba de los Alcores y de Ampudia. Pero tras su muerte en 1528, su hijo Pedro le relevó en su misión, trasladándolos al Castillo de Castilnovo, y más tarde al de Pedraza de la Sierra, ambos propiedad de su mujer Juliana Ángela, quien se sabe vigiló personalmente por su bienestar.
En 1557, Felipe II concedió el título de condesa de Castilnovo a Juliana Ángela de Velasco y Aragón, en recompensa por sus servicios prestados a la Corona y por la estima que su primo el emperador Carlos V, y su sobrino el rey Felipe II le tenían, como ha quedado patente en la amplia correspondencia intercambiada entre ellos y que se conserva hasta nuestros días en la biblioteca del Palacio Real de Madrid.
A su muerte en 1559, Juliana Ángela dejó el condado de Castilnovo, el castillo y sus tierras a su sobrina la condesa de Osorno, quien a su vez lo dejó a su hija Juana de Velasco, III condesa de Castilnovo.
Al fallecimiento sin descendencia de la tercera condesa pasó a los condes de Lodosa y más tarde a los marqueses de Belveder.
Para mediados del siglo XIX, el dueño del castillo era un príncipe alemán, quien en 1859 lo vendió a José Galofré, secretario y pintor de Cámara de la reina Isabel II, quien intervino el castillo con tendencias estéticas propias del siglo XIX.
De José Galofré, pasó por herencia a los marqueses de Quintanar, grandes de España, quienes intervienen nuevamente en el castillo, adosando un ala de estilo "casa rural segoviana" en el siglo XX.
En junio de 1931, el Castillo de Castilnovo fue declarado Bien de interés cultural.
En los años ochenta, los marqueses de Quintanar lo vendieron a una asociación hispano-mexicana, llamada Castilnovo S.A., que durante los 2000 amplió su espacio con un gran salón y una biblioteca española y mexicana. En el año 2016, el castillo salió a la venta por 15 millones de euros, siendo la propiedad más cara de la comunidad autónoma de Castilla y León, contrastando con los 3.5 millones que se pedían por el castillo de Butrón en el País Vasco. A la muerte del último propietario, el castillo fue removido de su estado de venta para pasar a ser ofrecido en alquiler.